# Kunosa
Kunosa (biał. Кунаса, Kunasa; ros. Куноса, Kunosa) – wieś na Białorusi, w obwodzie mińskim, w rejonie nieświeskim, w sielsowiecie Siejłowicze.

## Historia
W XIX i w początkach XX w. wieś i dwa folwarki położone w Rosji, w guberni mińskiej, w powiecie nowogródzkim, w gminie Howiezna. Folwarki należały do ordynacji nieświeskiej Radziwiłłów.
W dwudziestoleciu międzywojennym wieś i folwark leżące w Polsce, w województwie nowogródzkim, w powiecie nieświeskim, w gminie Howiezna. W 1921 wieś liczyła 271 mieszkańców, zamieszkałych w 53 budynkach, w tym 222 Białorusinów i 49 Polaków. 222 mieszkańców było wyznania prawosławnego i 49 rzymskokatolickiego. Folwark liczył zaś 33 mieszkańców, zamieszkałych w 1 budynku, w tym 24 Polaków i 9 Białorusinów. 24 mieszkańców było wyznania rzymskokatolickiego i 9 prawosławnego.
Po II wojnie światowej w granicach Związku Sowieckiego. Od 1991 w niepodległej Białorusi.

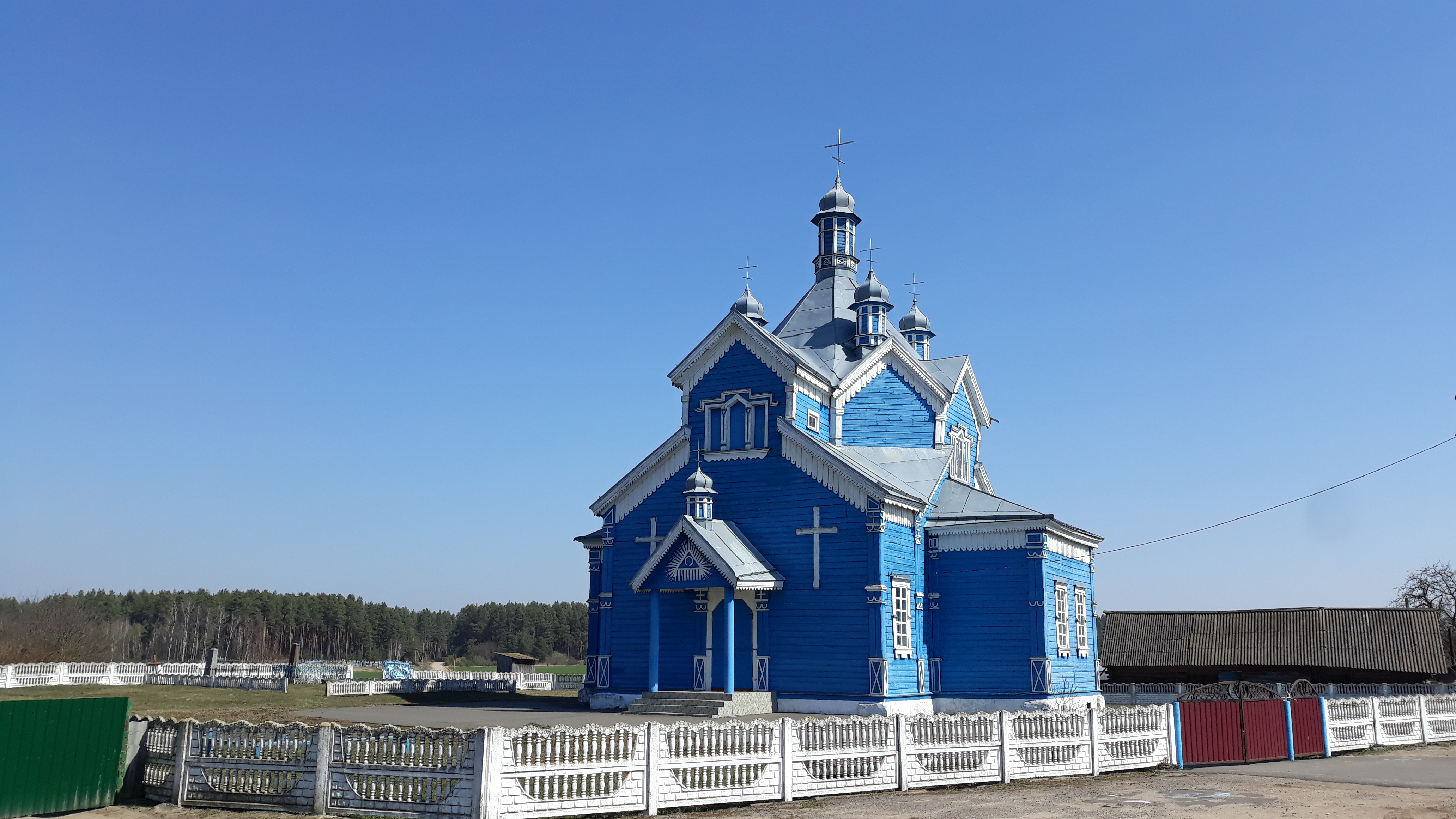
cerkiew w Kunosie